# Stefka Kostadinovová
Stefka Kostadinovová (bulharsky Стефка Костадинова; * 25. března 1965 Plovdiv) je bývalá bulharská atletka, olympijská vítězka, dvojnásobná mistryně světa a mistryně Evropy ve skoku do výšky.
Ve své disciplíně jednou vyrovnala a dvakrát posunula hodnotu světového rekordu pod širým nebem a třikrát v hale. Od 30. srpna 1987 (téměř 37 let) držela výkonem 209 cm světový rekord, když byla překonána 7. července 2024 na mítinku Diamantové ligy v Paříži výkonem 210 cm ukrajinské závodnice Jaroslavy Mahučichové.
Byla jednou z nejlepších výškařek celé atletické historie a 20. století. V říjnu roku 2012 byla společně s další někdejší výškařkou Jolandou Balaşovou z Rumunska uvedena do Síně slávy IAAF.

## Kariéra
Zúčastnila se tří Olympijských her. První olympiádu zažila v roce 1988 v jihokorejském Soulu, kde získala za výšku 201 cm stříbrnou medaili. O čtyři roky později se musela v Barceloně spokojit s "bramborovou" medailí, když předvedla 194 cm. Na olympijské zlato ale přece jenom dosáhla. Podařilo se ji to v Atlantě, kde dokázala skočit 205 cm, což tehdy znamenalo nový olympijský rekord, který byl později překonán na olympiádě v Athénách Jelenou Slesarenkovou.
Zlaté medaile si odvezla rovněž z ME 1986 ze Stuttgartu a o rok později i z MS v Římě. Tehdy dokázala v hlavním městě Itálie 30. srpna skočit neuvěřitelných 209 cm a stala se světovou rekordmankou. Její rekord byl platný až do roku 2024.
Rovněž velmi úspěšná byla i v hale. Z halových MS si odvezla hned pět zlatých medailí (1985, 1987, 1989, 1993 a 1997). Nejvýše dokázala skočit v roce 1987 v Indianapolisu, kde překonala 205 cm. Hned čtyři zlaté medaile a jednu stříbrnou si pak odvezla i z halových ME.
Již coby devatenáctiletá zvládla pod širým nebem v Sofii skočit rovné dva metry. V roce 1985 si výkon v Moskvě vylepšila o dalších šest centimetrů. 31. května 1986 dokázala v Sofii skočit nový světový rekord 208 cm. Z prvního místa světových tabulek tím vymazala svoji krajanku, Bulharku Ludmilu Andonovovou, která skočila 20. července 1984 v Berlíně 207 cm. O rok později dokázala na MS v Římě svůj vlastní světový rekord vylepšit až na 209 cm.
V hale rovněž držela světový rekord. Nejdříve vymazala z prvního místa tabulek Rusku Tamaru Bykovovou, která překonala laťku ve výšce 203 cm 6. března 1983 v Budapešti. Její rekord vydržel na prvním místě do 31. ledna 1987, tehdy Stefka Kostadinovová skočila 204 cm, o několik týdnů později 205 cm (8. března 1987) a nejvýše dokázala v hale skočit 206 cm v řeckém městě Pireus 20. února 1988. O čtyři roky později dokázala Němka Heike Henkelová skočit 207 cm a až 4. února 2006 předvedla Švédka Kajsa Bergqvistová v Arnstadtu 208 cm, rekord dodnes platný.
Stefka Kostadinovová se dokázala přenést přes laťku ve výšce 200 cm a výše hned ve 130 případech. V roce 1995, jen pár měsíců po triumfu na MS v Göteborgu se ji narodil syn Nikolaj. Svoji atletickou kariéru oficiálně ukončila v roce 1999, i když poslední atletické soutěže, které se zúčastnila bylo halové MS 1997 v Paříži.
Od roku 1999 pracovala jako viceprezidentka bulharské atletické federace a později jako viceprezidentka bulharského olympijského výboru. V letech 2003 – 2005 působila jako náměstkyně na ministerstvu sportu. Dne 11. listopadu 2005 byla zvolena předsedkyní bulharského olympijského výboru.

## Osobní rekordy
Patří mezi devět výškařek celé historie, které mají skočeno v hale i pod širým nebem 205 cm a více. Totéž dále dokázaly Němky Heike Henkelová a Ariane Friedrichová, Švédka Kajsa Bergqvistová, Belgičanka Tia Hellebautová, Chorvatka Blanka Vlašičová, Rusky Anna Čičerovová a Marija Lasickeneová a Ukrajinka Jaroslava Mahučichová. 
Dráha
- Skok do výšky – 209 cm (1987)

Hala
- Skok do výšky – 206 cm (1988)